# 太田龍
太田 龍（おおた りゅう、1998年11月15日 - ）は、鹿児島県薩摩郡さつま町出身の元プロ野球選手（投手）。右投右打。

## 経歴

### プロ入り前
さつま町立盈進小学校1年から野球を始め、6年時に「宮之城野球スポーツ少年団」で全国大会出場。さつま町立宮之城中学校では軟式野球部に所属。
れいめい高等学校では、1年春からベンチ入りし、3年次には山本由伸・梅野雄吾・浜地真澄らと共に「九州四天王」として話題を集めたが、甲子園出場経験はなかった。
最後の夏に痛めた肘と大柄な体格に伴う成長痛の影響もあり、プロ志望届を提出せず、高校卒業後は社会人野球のJR東日本硬式野球部に進んだ。身体作りの基礎が整った2年目から急成長し、2018年7月に開催された第89回都市対抗野球大会では若獅子賞（新人賞）を受賞した。
2019年10月17日に行われたプロ野球ドラフト会議では、読売ジャイアンツから2位指名を受け、11月7日に契約金7000万円、年俸1200万円で仮契約を結んだ（金額は推定）。背番号は33。担当スカウトは織田淳哉。

### 巨人時代
2020年は、6月24日にイースタン・リーグの東京ヤクルトスワローズ戦で先発し、7回無失点で二軍初勝利を挙げると、主に先発として17試合に登板し、5勝6敗、防御率4.08の成績でイースタン最多勝のタイトルを獲得した。しかしながら、9月に一軍に昇格したものの登板機会なく登録抹消となり、一軍デビューすることはできなかった。オフに、120万円減の推定年俸1080万円で契約を更改した。
2021年、二軍春季キャンプ中の2月10日に右太腿裏の張りにより離脱。4月1日には、右肘関節手術を受けたことが発表された。その後、8月11日の三軍戦で実戦復帰登板を果たすと、二軍では4試合に登板したが、一軍での登板はなかった。オフに、200万円減の推定年俸880万円で契約を更改した。
2022年も3年連続で一軍登板はなく、二軍では11試合に登板して1勝0敗、防御率5.68という成績だった、オフに推定年俸800万円で育成選手として再契約した。12月14日、翌年からの背番号が033に変更となった。
2023年は、二軍で1試合の登板に留まり、10月5日に戦力外通告を受けた。11月15日に鎌ケ谷スタジアムで開催された12球団合同トライアウトに参加し、シート打撃で打者3人に対して、いずれも落差のあるスプリットで三振を奪う快投を披露した。
12月6日、引退を公表。巨人の打撃投手に転身した。

## 選手としての特徴
身長190cmの体格から最速153km/hのストレートを投じる。変化球は130km/h台後半のスプリット、130km/h前後のチェンジアップ、125km/h前後のスライダー、115km/h前後のカーブの計4種類で、緩急差は約40km/hある。

## 詳細情報

### 年度別投手成績
- 一軍公式戦出場なし

### 背番号
- 33（2020年 - 2022年）
- 033（2023年）
- 206（2024年 - ） ※打撃投手